# 833년

## 연호
- 당(唐) 대화(大和) 7년
- 일본(日本) 덴초(天長) 10년

## 기년
- 당(唐) 문종(文宗) 7년
- 신라(新羅) 흥덕왕(興德王) 8년
- 발해(渤海) 대이진(大彝震) 4년

## 사건
- 봄, 나라 안에 큰 기근이 들었다. 여름 4월, 시조묘에 참배하였다. 이 해에 전염병으로 죽은 백성이 많았다.